# Старий Тогул
Старий Тогу́л (рос. Старый Тогул) — село у складі Тогульського району Алтайського краю, Росія. Адміністративний центр Старотогульської сільської ради.

## Населення
Населення — 1077 осіб (2010; 1275 у 2002).
Національний склад (станом на 2002 рік):
- росіяни — 97 %